# Castillo de Santa Catalina (Kadyks)
Castillo de Santa Catalina – XVII-wieczny kompleks forteczny w Kadyksie w Hiszpanii. Zamek został zbudowany na skalistym zboczu przy Oceanie Atlantyckim.
Plaża La Caleta znajduje się po jego północno-zachodniej stronie. Zbudowany w XVII wieku, na pięciokątnym planie gwiazdy. Służył jako więzienie wojskowe. W 1597 roku Filip II Habsburg nakazał wybudowanie twierdzy obronnej. Architekt Cristobal de Rojas zmarł przed zakończeniem projektu. W 1769 roku Karol III Hiszpański przekształcił je na więzienie wojskowe. Wewnątrz znajduje się niewielka kaplica z 1683 roku.
W latach 1965–1976 więziono w nim około 300 Świadków Jehowy, którzy byli wielokrotnie sądzeni i skazywani za odmowę pełnienia służby wojskowej.
Od 1985 roku kompleks o znaczeniu kulturalnym. Obecnie pełni funkcje wystawowe i koncertowe. Znany z wystaw sztuki współczesnej oraz festiwalu filmowego Alcances.